# Simon Henzler
Simon Henzler (Ravensburg, 1º dicembre 1976) è un allenatore di calcio ed ex calciatore tedesco, di ruolo portiere.

## Palmarès
- Fußball-Regionalliga: 1

Holstein Kiel: 2008-2009 (girone nord)